# رابرت فارنان
رابرت فارنان (انگلیسی: Robert Farnan; ۱۱ ژوئن ۱۸۷۷ – ۱۰ ژانویهٔ ۱۹۳۹) قایقران روئینگ اهل ایالات متحده آمریکا بود.